# Meyer Jaïs
Meyer Jaïs (parfois écrit Meïr Jaïs) né le 18 janvier 1907 à Médéa et mort le 15 mai 1993 à Paris), est une personnalité juive qui a été de 1955 à 1971 grand-rabbin de la Grande synagogue de Paris,,,.

## Éléments biographiques

### Les premières années
Meyer Jaïs est né en 1907 à Médéa dans l'Algérie française.
Il quitte l'Afrique du Nord en 1920, à l'âge de 13 ans.

### Études puis rabbin de Haguenau
De 1925 à 1930, il étudie à la Sorbonne et au Séminaire israélite de France (SIF) dont il sort diplômé rabbin. Au SIF, il se lie d'amitié avec Henri Schilli et Henri Soil,.
Il devient rabbin de Haguenau, en Alsace en 1935, poste qu'il occupe jusqu'en 1938.
Il devient alors aumônier de la jeunesse à Paris.

### Seconde Guerre mondiale
Avec l'arrivée de la Seconde Guerre mondiale, il occupe la position d'aumônier militaire en Tunisie.
Meyer Jaïs devient rabbin de Constantine en Algérie, de 1940 à 1945.
Il est aumônier des Forces françaises libres en Afrique.[réf. nécessaire]

### Retour en France, devient grand-rabbin de Paris
Il retourne en France en 1945.
Il devient grand-rabbin de Paris en 1955 et démissionne en 1979.
Meyer Jaïs et son épouse Raymonde ont une fille Danièle.
Il meurt à Paris à l'hôpital Necker le 15 mai 1993.

## Grand-rabbin de Paris
Le 22 juin 1955, Meyer Jaïs est élu grand-rabbin de Paris, le premier rabbin séfarade à occuper ce poste,,,.
Il démissionne en 1979.
Le grand-rabbin Ra'hamim Naouri lui succède comme grand-rabbin de Paris par intérim pendant 3 ans.
Meyer Jaïs continue à publier et à avoir une influence même après avoir quitté le poste de grand-rabbin de Paris.

## L'Église catholique et l'antisémitisme
En 1965, Meyer Jaïs participe au débat sur l'Église catholique et l'antisémitisme,,,.
Le grand-rabbin Meyer Jaïs et le grand-rabbin Jacob Kaplan s'opposent sur le sujet de l'Église catholique et la conversion des Juifs.
Il conteste le judaïsme du cardinal Lustiger, car selon lui « un Juif qui accepte le christianisme tourne le dos au judaïsme »,. Dans Le Monde, Meïr Jaïs écrit : 
"Un juif chrétien a autant de sens qu'un carré rond. La foi chrétienne et la foi d'Israël sont inconciliables. Se réclamer des deux, c'est se condamner à vivre dans un perpétuel reniement de l'une ou de l'autre",,.

## Interprétations de la Bible par Meïr Jaïs
À propos du verset de la Genèse15:6, Meyer Jaïs propose de faire une différence significative entre « croire en Dieu » (par opposition à « ne pas croire en Dieu ») et « croire Dieu »,.

### Œuvres de Meyer Jaïs

#### Articles
- À propos du dialogue judéo-chrétien. Information juive. Septembre 1975.

#### Ouvrages
- Grammaire hébraïque élémentaire. Préfacée par M. le grand-rabbin Maurice Liber[32]. Éditions de la Coopérative israélite (Impr. Avouka)[33].
- Précis de grammaire hébraïque.  ACIP (Association consistoriale de Paris), 1979[34].
- Un Juif, c'est quoi?. Essai. ACIP (Association consistoriale de Paris) [35],[36].

### Ouvrages mentionnant Meyer Jaïs
- (en) Thomas Clemens & Michael Vyschogrod. Understanding Scripture: Explorations of Jewish and Christians Traditions of Interpretation. Paulist Press, 1987.  (ISBN 080912873X)  (ISBN 9780809128730)[37]
- (en) Anthony J. Kenny. Catholics, Jews, and the State of Israel. Paulist Press, 1993.  (ISBN 0809134063)  (ISBN 9780809134069)[38]
- Pierre Ordioni. La Fracture : de Londres 1941 à Sétif. Nouvelles Éditions latines, 1995.  (ISBN 2723304922)  (ISBN 9782723304924)[39]

## Honneurs
- Chevalier de la Légion d'honneur
- Collège des Études Juives dédié à la mémoire du grand-rabbin Meyer Jaïs[40]
- Banque du sang Grand-rabbin Meyer Jaïs et Danièle Jaïs (sa fille). Hôpital Hadassah, Jérusalem, Israël[41].